# Mark Catesby
Mark Catesby, född 24 mars 1683, Castle Hedingham, Essex, England, död 23 december 1749 i London, var en brittisk naturforskare, som företog vidsträckta forskningsresor till skilda delar av Nordamerika och beskrev sina botaniska och zoologiska fynd i The natural history of Carolina, Florida and the Bahama islands (2 band med supplement 1731-48). Den innehöll 220 bilder av fåglar, reptiler, amfibier, fiskar, insekter, däggdjur och växter.

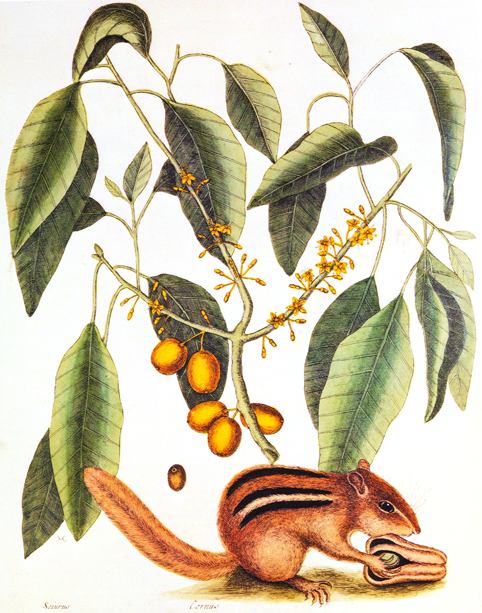
Bild från Natural History of Carolina, Florida and the Bahama Islands (1731–1743)

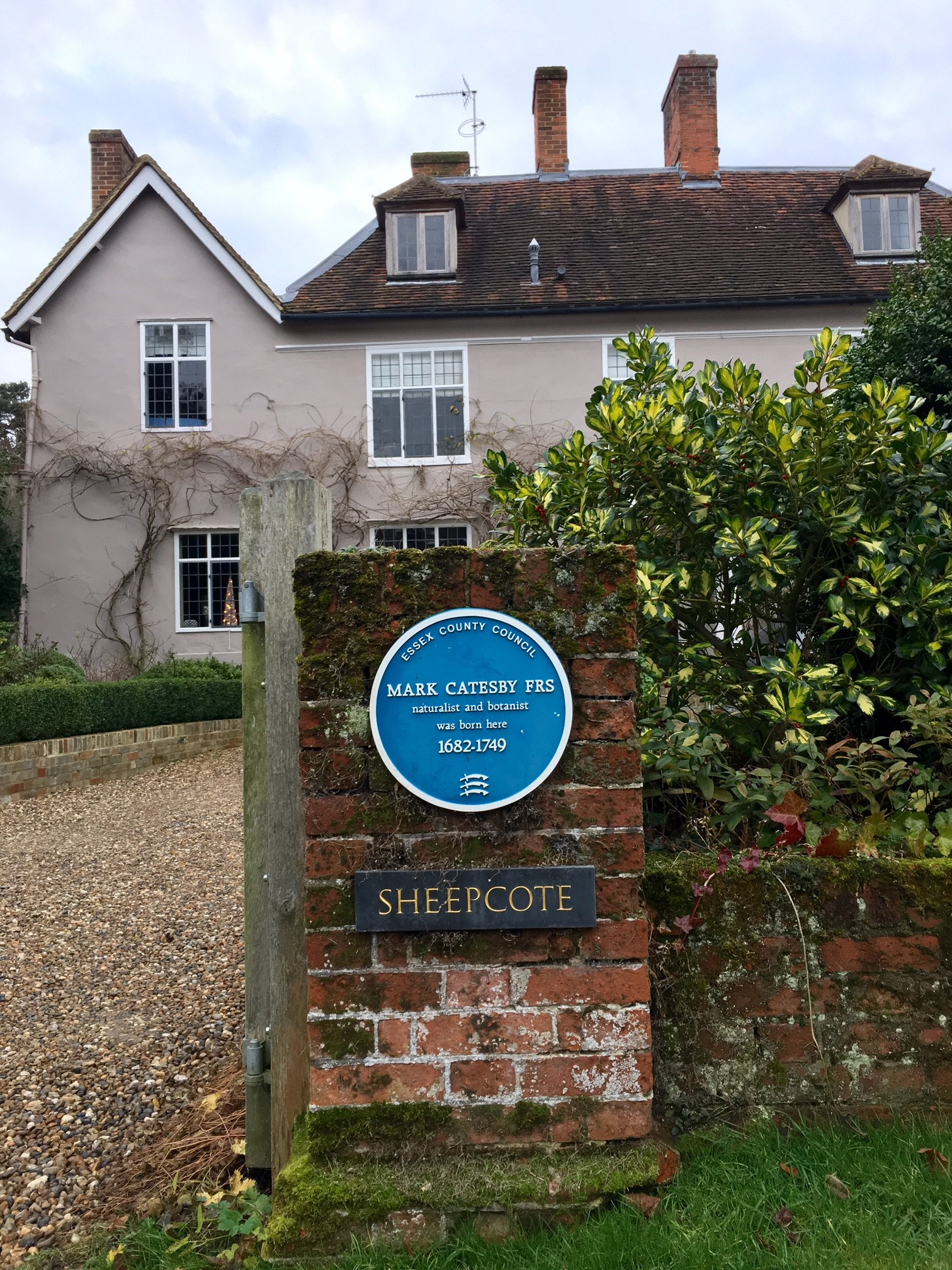
Mark Catesbys födelseplats i Castle Hedingham, Essex

## Biografi
Catesby var son till John Catesby, född 12 november 1703, som var en lokalpolitiker och bonde. Hans mor var Elizabeth Jekyll. Familjen ägde en gård och ett hus, Holgate, i Sudbury, Suffolk samt en egendom i London. En bekantskap med naturforskaren John Ray ledde till att Catesby blev intresserad av naturhistoria. Hans fars död lämnade Catesby tillräcklig ekonomi för att leva vidare och 1712 följde han med sin syster Elizabeth till Williamsburg, Virginia. Hon var hustru till Dr. William Cocke, som hade varit medlem i rådet och utrikesminister för kolonin Virginia. Enligt deras fars testamente hade Elizabeth gift sig med Dr. Cocke mot sin fars önskemål. Catesby besökte senare Västindien 1714 och återvände till Virginia och sedan hem till England 1719.
Catesby gifte sig med Elizabeth Rowland den 8 oktober 1747 i St George's Chapel, Hyde Park Corner, men de hade varit ett par i cirka 17 år och hade minst sex barn mellan april 1731 och juni 1740. De var församlingsmedlemmar i St Giles Cripplegate i London och senare, när den församlingen delades upp, på St Luke Old Street. Han dog strax före jul 1749 lördagen den 23 december i sitt hus bakom St Luke Old Street, London. 

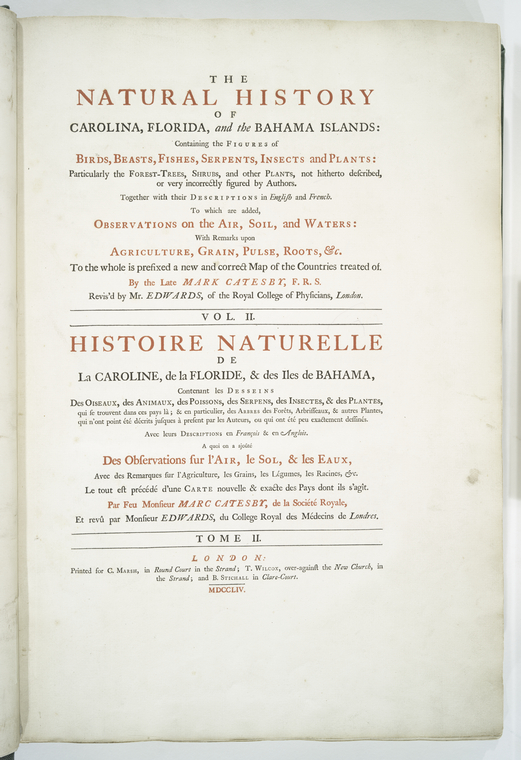
Titelsida, volym två, andra upplagan av Catesbys The Natural History of Carolina, Florida and the Bahama Islands, London, 1754

## Karriär och vetenskapligt arbete
Catesby hade samlat frön och botaniska exemplar i Virginia och Jamaica. Han skickade de pressade exemplaren till Dr Samuel Dale från Braintree i Essex och gav frön till en Thomas Fairchild, trädgårdsmästare i Haxton, samt till Dale och till biskopen av London, Dr Henry Compton. Växter från Virginia, uppvuxna från Catesbys frön, gjorde hans namn känt för trädgårdsmästare och forskare i England och 1722 rekommenderades han av William Sherard att genomföra en växtsamlingsexpedition till Carolina på uppdrag av vissa medlemmar av Royal Society. Från maj 1722 var han baserad i Charleston, South Carolina, och reste till andra delar av den kolonin och samlade växter och djur. Han skickade bevarade exemplar till Hans Sloane och till William Sherard, och frön till olika kontakter såsom Sherard och Peter Collinson. Följaktligen var Catesby ursprunget till att introducera sådana växter som Catalpa bignonioides och den eponyma Catesbaea spinosa (liljetorn) till odling i Europa. Catesby återvände till England 1726.

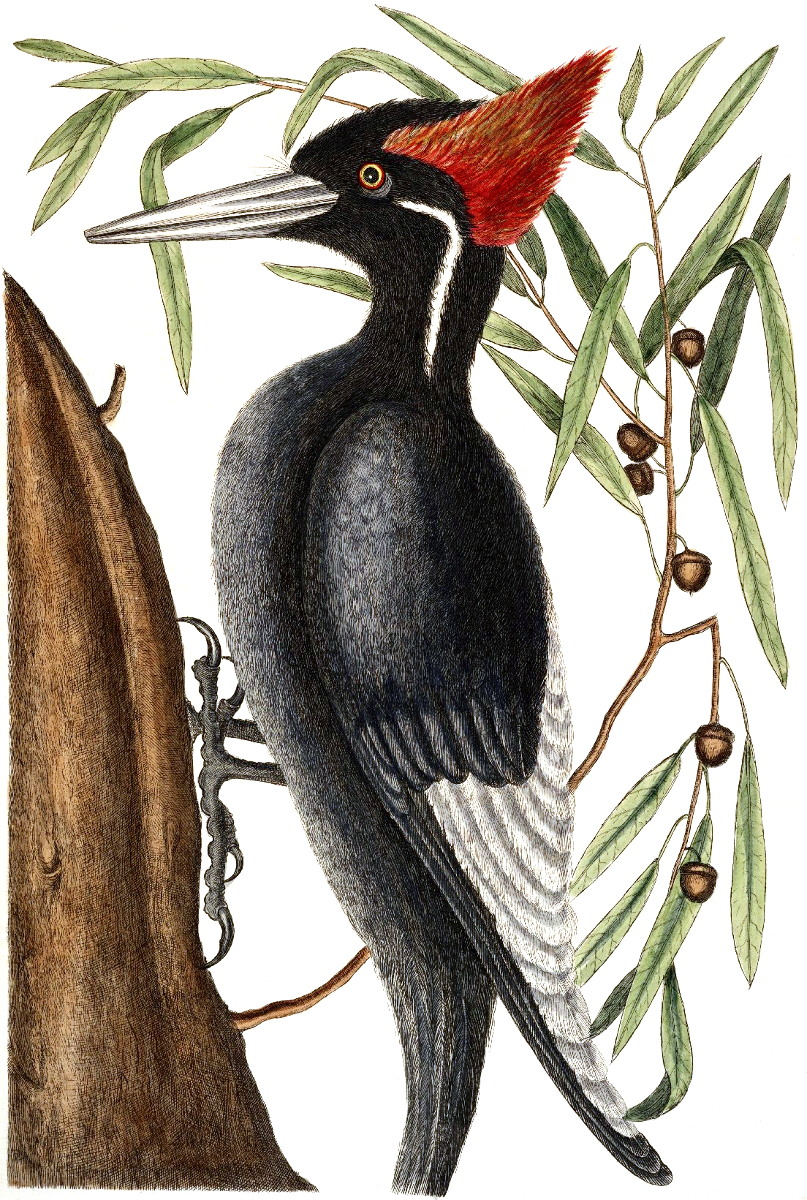
Den elfenbensnäbbade hackspetten, som tyvärr senare skulle utrotas i Nordamerika, även om man enligt uppgift sågs i naturen i Arkansas 2005. Här visas fågeln tillsammans med pileken Quercus phellos. Bild från Carolina, Floridas och Bahamaöarnas naturhistoria (1729–1747)

Catesby tillbringade de kommande tjugo åren med att förbereda och publicera sin naturhistoria. Publiceringen finansierades av prenumerationer från hans "Encouragers" samt ett räntefritt lån från en av stipendiaterna i Royal Society, kväkaren Peter Collinson. Catesby lärde sig att etsa kopparplåtarna själv. De första åtta hade ingen bakgrund, men från och med då sammanställde han växter med djur. Han slutförde den första delen i maj 1729 och presenterade den för drottning Caroline. Första volymen, bestående av fem delar, färdigställdes i november 1732. 
Den andra volymen som innehöll ytterligare fem delar slutfördes i december 1743, och 1747 producerade han ett tillägg från material som skickades till honom av vänner i Amerika, särskilt John Bartram, och även hans yngre bror, John, som var baserad med ett brittiskt regemente i Gibraltar. Inte alla plåtar i naturhistorien är av Catesby. Flera, inklusive den fantastiska och berömda bilden av Magnolia grandiflora, var av Georg Ehret. Catesbys ursprungliga förberedande ritningar för Natural History of Carolina, Florida and Bahama Islands finns i Royal Library, Windsor Castle, och urval har ställts ut i USA, Japan och olika platser i England, som Queen's Gallery, London, 1997–1998 och Gainsborough House i Sudbury 2015. Den 5 mars 1747 läste Catesby en uppsats med titeln Of birds of passage för Royal Society i London, och han är nu erkänd som en av de första som beskrev fågelflyttning. Catesby valdes till stipendiat i Royal Society i februari 1733 och blev medlem av Society of Gentlemen of Spalding i december 1743.
Den svenske naturforskaren Carl von Linné inkluderade information från Catesbys Naturhistoria i den 10:e upplagan av sin Systema Naturae (1758).

## Utmärkelser och hedersbetygelser
- Fellow of the Royal Society

[Redigera Wikidata]
Catesbaea, liljetorn, ett släkte av taggiga buskar som tillhör Rubiaceae från Västindien och sydöstra USA fick sitt namn efter Catesby,
Den amerikanska bullfrogen, Lithobates catesbeianus, är uppkallad efter Catesby.
Catesby hedras även i de vetenskapliga namnen på två arter av nya världens ormar: Dipsas catesbyi och Uromacer catesbyi.